# История Щёлкова
Щёлково (исторически деревня Щёлкова усадьбы Гребнево) стало активно развиваться благодаря шёлковому ткацкому производству, по объёму которого усадьба лидировала в Московской губернии уже в 1796 году. 

## Истоки

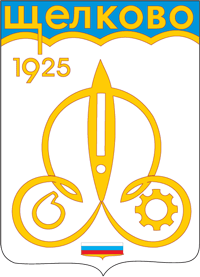
Герб Щёлкова (1995)

Деревня Щёлково впервые упоминается в 1521–22 годах как владение И. Ф. Хомутова, передаваемое по завещанию Троице-Сергиевой лавре. Однако поселение может и более древним, о чем свидетельствует найденный в 1924 году в деревне Щелково клад серебряных гривен XII века (единственный такого рода на территории Подмосковья).
О происхождении топонима Щёлково давно ведутся споры. Существует ряд версий, имеющих разную степень достоверности. Название связывают с некалендарным личным именем «Щёлк». Существует также позднейшая легенда, что название созвучно щелчкам ткацких станков, поскольку деревня на рубеже XVIII века стала центром ткачества. Краевед Юрий Тимаков предполагает, что название поселению мог дать большой камень-шелок, рассекающий русло Клязьмы  и образующий порог в районе деревни.Т.е. поселение носило название с древнеславянского на шелоке. В пользу этой версии говорит подобный  камень-глыба,находящийся на территории  нынешнего  городского парка.
В 1584 году деревня Щёлково входила в земельные владения Богдана Бельского, затем им более 150 лет владели князья Трубецкие.
В 1760 году усадьба Гребнево, в которую входила деревня Щёлкова, перешла княгине Екатерине Дмитриевне Голицыной; с 1772 года ею владела родственница Голицыной — княгиня Анна Даниловна Трубецкая; мать выдающегося поэта XVIII века — Михаила Матвеича Хераскова.
С 1781 года усадьба вновь меняет своих владельцев: на этот раз она переходит к Гавриле Ильичу Бибикову через его супругу, миллионершу Татьяну Яковлевну Твердышеву.
Жители деревни издавна занимались ткачеством, производя полотно для себя и для нелегальной продажи. Указом императрицы Екатерины II в 1769 году крестьянам было разрешено заводить фабрики или вести семейное производство для изготовления товаров на продажу. Мануфактур-коллегия объявила запись желающих заплатить рубль или два рубля за каждый стан. Это были большие деньги: за 2 рубля можно было купить 20 пудов ржаной муки. Производство и продажа тканей из льна или конопли даже за год не приносили такого дохода. Щёлковские ткачи наладили производство тканей из коконов тутового шелкопряда, которые приносили в сто раз большую прибыль.
8 декабря 1769 года 12 крестьян деревни Щёлковой были записаны в Мануфактур-коллегии как первые законные крестьяне-предприниматели, купившие билеты на станы для шелкоткачества: Тимофей Ефимов, Тимофей Симионов (на 2), Филип Антонов (на 2), Тимофей Петров (на 4), Иван (на 1) и Яким (на 3) Вахрамеевы, Фёдор Андреев, Филипп Тихонов (на 5), Никита Емельянов (на 3), Калина Трофимов (на 3), Иван Борисов (на 2), Фёдор Иванов (на 4).
В 1796 году деревня Щелкова имения Бибиковых Гребнево  заняла первое место в Московской губернии по производству крестьянской текстильной продукции, выпустив её на 524,4 тысячи рублей из общего объёма 939 тыс. рублей, а на долю всего имения приходилось 60% крестьянского текстиля губернии.
К началу XIX века деревня становится экономическим центром нынешней территории.

## Центр ткацкого производства
К 1835 году в Щёлкове разворачивают фабричное производство потомки бывшего крестьянина из деревни Фрязино Фёдора Кондрашева: 9 каменных корпусов, 1500 работающих. Фабриканты Кондрашевы первыми перешли на жаккардовые станки и даже начали их производить для других ткацких фабрик.  Вокруг фабрики начал развиваться город: были построены первая школа, первая больница, магазины и мастерские, сформировав Мещанскую слободу. Шёлковое производство прославило деревню, а потом город на весь мир.
И. В. Четвериков построил в деревне фабричные корпуса суконной фабрики, переведенной из Москвы.
В середине XIX века деревня Щёлково относилась ко 2-му стану Богородского уезда Московской губернии и принадлежала коллежскому регистратору Федору Федоровичу Пантелееву. В деревне было 45 дворов, крестьян 173 души мужского пола и 219 душ женского, имелись шелковые фабрики купцов М. К. Кондрашова (переведенная в Щёлково в 1784-м), А. П. Крюкова и И. Я. Веснина (основанные в 1830-х).
Рядом находилась мыза Соболево, на которой имелась бумажно-красильная и ситцевая фабрика купца Э. Ф. Кенемана (также основанная в 1830-х годах). Около неё прусским купцом Л. Рабенеком основано пряжекрасильное заведение, позднее ставшее Щёлковским хлопчатобумажным комбинатом им. М. И. Калинина.
В «Списке населённых мест» 1862 года Щёлоково — владельческая деревня 2-го стана Богородского уезда Московской губернии по правую сторону Хомутовского тракта, в 27 верстах от уездного города и 5 верстах от становой квартиры, при реке Клязьме, 70 дворов и 492 жителя (235 мужчин, 257 женщин), 4 фабрики. Рядом имелась владельческая деревня Мещанская слобода в 40 дворов и 317 жителей (157 мужчин, 160 женщин).
По данным на 1869 год Щёлково — деревня Гребневской волости 3-го стана Богородского уезда с 58 дворами, 58 деревянными домами, суконной и шелковоткацкой фабриками и 428 жителями (226 мужчин, 202 женщины), из них грамотных 50 мужчин и 5 женщин. Имелось 14 лошадей, 18 единиц рогатого скота и 2 мелкого, земли было 280 десятин, в том числе 73 десятины пахотной.
Мещанская слобода относилась к соседней Осеевской волости, в ней было 20 дворов, 19 деревянных домов и 100 жителей (51 мужчина и 49 женщин), из них грамотных 12 мужчин и 4 женщины. Имелось 6 лавок, 2 питейных дома, 2 трактира, харчевня, ренсковый погреб и набойное заведение (мастерская по окраске тканей). У населения было 9 лошадей, 13 единиц рогатого скота и 12 мелкого.
К той же волости относилась Соболевская мыза, имевшая 16 каменных и 36 деревянных зданий, на которой проживало 600 человек (554 мужчины и 46 женщин), из которых грамотных 60 мужчин и 10 женщин. На мызе находились бумагокрасильная и ситценабивная фабрики, а также больница на 20 кроватей. Имелось 10 лошадей и 4 единицы рогатого скота.
В 1886 году в деревне Щёлково — 62 двора, 289 жителей, 2 лавки, 2 шёлковые и суконная фабрики.

## Развитие промышленности
В 1895 году открылась станция Щёлково, было организовано постоянное движение по линии Мытищи — Щёлково Московско-Ярославской железной дороги (позднее — Северной железной дороги, ныне — Ярославского направления Московской железной дороги).
В 1913 году в Щёлкове Гребневской волости имелось 80 дворов, камера Земского начальника 5 участка, квартира полицейского надзирателя, фабричные больница и школа, шерстопрядильная, шёлковая и красильно-аппретурная фабрики, а также казённая винная лавка.
В Щёлковской Мещанской слободе Осеевской волости — квартиры полицейского надзирателя и Земского начальника 5-го участка Богородского уезда, почтово-телеграфная контора, 2 земских училища, коммерческое училище, аптека, 2 красильно-аппретурные, суконная и шёлкоткацкая фабрики, мыловаренный завод, 2 фотографии, 3 трактира, казенная винная лавка, 2 ренсковых погреба, 3 пивные и 3 чайные лавки, а также Щёлковская пожарная дружина.
Также показана ещё одна Мещанская слобода, входившая в состав крестьянских поселений. Там было 135 дворов, реальное и земское училища, трактир 3-го разряда, 4 пивные лавки, пожарное депо и квартира урядника.
На Соболевской мызе имелись фабрики: бумагокрасильная, бумагопрядильная и ткацкая — и приют и училище «Товарищества мануфактур Людвиг Рабенек в Москве». Фабрика Рабенек в Соболеве (Щёлкове) состояла из трёх основных производств: крашения пряжи и миткаля, отделения набойки узоров на ткань и ализариновой фабрики. Все три производства располагались на компактном огороженном забором участке, насчитывавшем более ста крытых железом построек. 81 строение из этого числа было приспособлено для производства, а 14 предоставлялись для проживания мастерам и рабочим. В пяти зданиях располагались контора и управление. Число работников в лучшие годы составляло 7 000 человек.
В ноябре 1916 года состоялось освящение храма во имя Святой Троицы, строительство которого началось в 1909 году.

## Районный центр
В 1919 году Щёлково становится центром волости, возникшей на месте Осеевской и Гребневской волостей. 9 декабря 1921 года в соответствии с постановлением Моссовета она передана в состав Московского уезда.
Постановлением Московского уездного Совета рабочих, крестьянских и красноармейских депутатов от 21 мая 1923 года Щёлкову был присвоен статус посёлка городского типа.
Статус города районного подчинения этот посёлок получил в 1925 году — по указу Советского правительства от 17 августа 1925 года, причём преобразование посёлка в город сопровождалось присоединением к бывшей слободе деревни Соболево (ныне ул. Новая Фабрика), частично деревни Щёлково и села Хомутово.
По материалам Всесоюзной переписи населения 1926 года — город, центр Щёлковской волости Московского уезда на Стромынском шоссе и в 1,5 км от станции Щёлково Северной железной дороги, проживало 11524 жителя (5274 мужчины, 6250 женщин), имелись шерстяная и прядильно-ткацкая фабрики, химический завод, 2 школы 2-й ступени, 2 семилетние школы и 3 школы 1-й ступени.
В 1929 году Щёлково стал центром вновь образованного Щёлковского района.
В 1935 году открылся архив, собравший документы, начиная со второй половины XIX века.
12 августа 1954 года Щёлково получил статус города областного подчинения; тогда же в городскую черту полностью вошла деревня Щёлково.
8 августа 1959 года в состав Щёлкова вошёл рабочий посёлок Чкаловский.
19 апреля 1978 года состоялось очередное расширение территории города — в частности, в него вошли село Амерево и деревни Потапово и Кожино.
В 2005 году Щёлково вновь стал городом районного подчинения.